# Шувиска
Шувиска (порт. Chuvisca)  —  муниципалитет в Бразилии, входит в штат Риу-Гранди-ду-Сул. Составная часть мезорегиона Агломерация Порту-Алегри. Входит в экономико-статистический  микрорегион Камакан. Население составляет 4643 человека на 2006 год. Занимает площадь 219,170 км². Плотность населения — 21,2 чел./км².

## История
Город основан в 1995 году.

## Статистика
- Валовой внутренний продукт на 2003 составляет 46.650.357,00 реалов (данные: Бразильский институт географии и статистики).
- Валовой внутренний продукт на душу населения на 2003 составляет 10.190,12 реалов (данные: Бразильский институт географии и статистики).
- Индекс развития человеческого потенциала на 2000 составляет 0,776 (данные: Программа развития ООН).